# 江戸川学園おおたかの森専門学校
江戸川学園おおたかの森専門学校（えどがわがくえんおおたかのもりせんもんがっこう）とは、千葉県流山市駒木にある私立専修学校。

## 概要
運営は学校法人江戸川学園。前身は、1981年に設置された江戸川学園豊四季専門学校。
1997年に江戸川大学総合福祉専門学校へ名称変更。2018年4月1日より江戸川学園おおたかの森専門学校（通称：EDOSEN）に名称を変更。

## 沿革
- 1931年 - 江戸川学園創立。
- 1981年 - 江戸川学園豊四季専門学校、6学科を開設（児童福祉専門課程 心理技術実務科、社会福祉専門課程 社会福祉実務科、社会教育専門課程 社会教育実務科、ビジネス専門課程 経営科 秘書科 英会話科）。
- 1987年 - ビジネス専門課程 医療ビジネス実務科開設。
- 1991年 - 社会福祉専門課程 介護福祉実務科開設。
- 1993年 - 社会教育専門課程 健康・スポーツ科学実務科開設。
- 1997年 - 江戸川大学総合福祉専門学校と校名改称。課程名・学科名を改称（教育・社会福祉専門課程 心理技術科 社会福祉科 介護福祉科、商業実務専門課程 医療ビジネス科、文化・教養専門課程 健康・スポーツ科学科）。
- 2000年 - 教育・社会福祉専門課程 精神保健福祉科開設。介護福祉科定員増。学科名・カリキュラム改訂（商業実務専門課程 医療管理福祉科、文化・教養専門課程 健康福祉科）。
- 2002年 - 教育・社会福祉専門課程 心理技術科学科名を教育・社会福祉専門課程 福祉心理科に改称。
- 2003年 - 教育・社会福祉専門課程 児童福祉科開設。教育・社会福祉専門課程 精神保健福祉科2年制移行。商業実務専門課程 医療管理福祉科募集停止。
- 2007年 - 教育・社会福祉専門課程 社会福祉士養成科（昼間通学課程）開設。教育・社会福祉専門課程 社会福祉士養成科（通信課程）開設。教育・社会福祉専門課程 児童福祉科定員増
- 2009年 - 学科名・カリキュラム改訂。文化・教養専門課程 健康福祉科学科名をスポーツ・健康科に改称。
- 2010年 - 文化・教育専門課程 スポーツ・健康科募集停止。教育・社会福祉専門課程  社会福祉士養成科（昼間通学課程）廃止。
- 2011年 - 商業実務専門課程 環境・医療福祉科開設。学科名・カリキュラム改訂（教育・社会福祉専門課程 心理精神保健福祉科 こども福祉科）
- 2012年 - 教育・社会福祉専門課程 福祉心理科廃止。
- 2018年 - 校名を江戸川大学総合福祉専門学校から江戸川学園おおたかの森専門学校に名称変更、学科名を社会福祉科から社会福祉学科、心理・精神保健福祉科から心理・精神保健福祉学科、介護福祉科から介護福祉学科、こども福祉科からこども福祉学科、社会福祉士養成科（通信課程）から社会福祉士養成学科（通信課程）に改称[2]。
- 2019年 - スポーツトレーナー学科を設置予定[3]。⚪︎4月-スポーツトレーナー学科設立（文化・教養専門課程）
- 2021年-スポーツトレーナー学科募集停止（文化・教養専門課程）

## 歴代校長
- 広岡勲[4]

## 学科
- 社会福祉学科
- 心理・精神保健福祉学科
- 介護福祉学科
- こども福祉学科
- 社会福祉士養成学科（通信課程）

## 講座
- 国家試験合格講座

## 専修学校等委託訓練
- 離職者等再就職訓練
  - 介護福祉士養成コース
  - 保育士養成コース

## 部活・サークル活動
- 運動系
  - テニスサークル
  - バスケットボールサークル
  - バレーボールサークル
  - ダンスサークル
- 文化系
  - 手話サークル
  - 吹奏楽部
  - 合唱部

## 行事
- 4月：入学式、福祉スポーツ祭
- 7月：夏期休業開始
- 9月：夏期休業終了
- 11月：駒木祭、ふれあいフェスタ（地域福祉交流会）
- 12月：冬期休業開始
- 1月：冬期休業終了
- 3月：卒業式、卒業記念パーティー

## 所在地
- 千葉県流山市駒木474番地

## アクセス
- 東武鉄道東武野田線豊四季駅から
  - 徒歩10分
- 首都圏新都市鉄道つくばエクスプレス・東武鉄道東武野田線、流山おおたかの森駅から
  - スクールバス5分
  - 徒歩20分
- 首都圏新都市鉄道つくばエクスプレス、柏の葉キャンパス駅西口から
  - 東武バス：「柏駅西口」行きで「梅林」停留所下車、徒歩5分
- JR常磐線・東武野田線 柏駅から
  - 東武バス：「国立がん研究センター」行き、「柏の葉公園」行き、「柏の葉キャンパス駅西口」行き、「高田車庫」行きで「梅林」停留所下車、徒歩5分

## 関連資格
- 国家資格
  - 社会福祉士
  - 精神保健福祉士
  - 介護福祉士
  - 保育士
- 公的資格
  - 介護支援専門員（ケアマネージャー）
  - 福祉住環境コーディネーター
  - カラーコーディネーター
  - 色彩検定
- 民間資格
  - 赤十字救急法救急員
  - 福祉用具専門相談員
  - 医療秘書
- 任用資格
  - 社会福祉主事
  - 児童指導員
- 称号
  - 専門士